# Miconia klugii
Miconia klugii är en tvåhjärtbladig växtart som beskrevs av Henry Allan Gleason. Miconia klugii ingår i släktet Miconia och familjen Melastomataceae. Inga underarter finns listade i Catalogue of Life.